# النا مدود
النا مدود (انگلیسی: Elena Medved؛ زادهٔ ۲۳ ژانویهٔ ۱۹۸۵) بازیکن فوتبال اهل روسیه است.

وی همچنین در تیم ملی فوتبال زنان روسیه بازی کرده‌است.